# Marta Morara
Marta Morara (26 de diciembre de 1999) es una deportista italiana que compite en atletismo. Ganó una medalla de bronce en los Juegos Mediterráneos de 2022, en la prueba de salto de altura.